# U.S. Route 3
La U.S. Route 3 è una strada statunitense di carattere nazionale che corre dal suo termine meridionale a Cambridge (MA) fino al suo termine settentrionale vicino al Terzo Lago Connecticut al confine canadese, dove continua col nome di Québec Autoroute 257.